# Salonta
Salonta (maďarsky Nagyszalonta) je rumunské město v župě Bihor. V roce 2011 zde žilo 17 735 obyvatel. Město leží u hranic s Maďarskem. V roce 2011 se 56 % obyvatel hlásilo k maďarské národnosti.

## Osobnosti
- János Arany (1817–1882), maďarský básník, literární teoretik a překladatel.